# Lista över sommarpratare under 2020-talet
Kronologisk lista över personer som varit sommarpratare i radioprogrammet Vegas sommarpratare i YLE under 2020-talet.
Se även Lista över sommarpratare under 2010-talet.

## Sommar 2020
- 22 juni – Tim Sparv, fotbollsproffs, landslagskapten
- 23 juni – Rebecka Sretenovic, musikalartist & ex Jehovas vittne
- 24 juni – Thomas Blomqvist, minister för nordiska frågor och jämställdhet
- 25 juni – Zandra Lundberg, yogalärare & skribent
- 26 juni – Tobias Zilliacus, skådespelare
- 29 juni – Erik-André Hvidsten, sångare & skådespelare
- 30 juni – Karin Storbacka, ex-elitidrottare

- 1 juli – Kaj Arnö, IT-företagare, dilettantfilosof
- 2 juli – Maimouna Jagne-Soreau, doktorand i nordisk litteratur
- 3 juli – Kasper Ramström, artist, FORK-basist
- 6 juli – Filip Saxén, sportchef, journalist
- 7 juli – Elisabeth Tarras-Wahlberg, hovmarskalk
- 8 juli – Christer Schoultz, företagare, nykter alkoholist
- 9 juli – Ann-Cathrine Jungar, docent, populismforskare
- 10 juli – Christoffer Strandberg, skådespelare
- 13 juli – Lena Frölander-Ulf, illustratör & författare
- 14 juli – Ralf Friberg, ambassadör
- 15 juli – Michelle Jerkku, Lyssnarnas sommarpratare
- 16 juli – Malin Gustavsson, jämlikhetskonsult, vd
- 17 juli – Alaric Mård, lärare & författare
- 20 juli – Sofie Stara, ledarskribent
- 21 juli – Peik Stenberg, skådespelare, musiker
- 22 juli – Eva Kela, journalist
- 23 juli – Laura Kolbe, professor
- 24 juli – Kaj Mickos, innovatör
- 27 juli – Tarja Stenberg, sömn- och hjärnforskare
- 28 juli – Philip Järvenpää, sångare
- 29 juli – Nina Brännkärr-Friberg, grundare av Project Liv
- 30 juli – Adrian Perera, författare
- 31 juli – Lilli Paasikivi, mezzosopran, operachef

- 3 augusti – Aja Lund, samlare, fotograf
- 4 augusti – Ben Furman, psykiater
- 5 augusti – Mikaela Kosk, landschef och småbarnsmamma
- 6 augusti – Hans Mäenpää, skidåkare, världsrekordinnehavare
- 7 augusti – Tua Forsström, poet, akademiledamot

## Sommar 2021
- 28 juni – Li Andersson, undervisningsminister
- 29 juni – Joel Rönn alias Seesar XL, artist
- 30 juni – Annika Hällsten, journalist
- 1 juli – Mikael Lindfelt, vaccinforskare
- 2 juli – Anneli Pandora Magnusson, artist
- 5 juli – Krista Siegfrids, artist
- 6 juli – Stefan Lindström, diplomat
- 7 juli – Lina Lehtovaara, fotbollsdomare
- 8 juli – Kaj Martin, canceröverlevare, museiintendent
- 9 juli – Jakob Höglund, teaterchef, regissör, koreograf
- 12 juli – Ari Evwaraye, säkerhetsexpert
- 13 juli – Daniela Franzell, skådespelare och dramatiker
- 14 juli – Stina Engblom Colliander, lyssnarnas sommarpratare, krigsbarn
- 15 juli – Kjell Carlström, proffscyklist
- 16 juli – Stina Ekblad, skådespelare
- 19 juli – Sara Jakobsén, läkarstuderande
- 20 juli – Kristian Lever, dansare och koreograf
- 21 juli – Ulla Tillander-Godenhielm, juvelexpert och författare
- 22 juli – Robson Lindberg, idrottare
- 23 juli – Linda Zilliacus, skådespelare
- 26 juli – Paul "Murphy" Granholm, pappa till Borgåskyttarna
- 27 juli – Alexandra De Paoli, örtexpert
- 28 juli – Olof Schybergson, företagsledare
- 29 juli – Elina Sagne-Ollikainen, jämställdhetsförkämpe
- 30 juli – Markus Haakana, stickningsentusiast
- 2 augusti – Anna Kolster-Weckström, sexualterapeut
- 3 augusti – Petri Laapas, barnmorska
- 4 augusti – Birgitta "Bigo" Lindholm, handbollstränare
- 5 augusti – Anna Bertills, företagare
- 6 augusti – Per-Erik Lönnfors, författare och tidigare chefredaktör
- 9 augusti – Henrik Wickström, politiker
- 10 augusti – Anette Rönnlund-Nygård, familjeterapeut
- 11 augusti – Benjamin Särkkä, datasäkerhetsexpert
- 12 augusti – Nayab Ikram, konstnär
- 13 augusti – Johan Bargum, författare och dramatiker

## Sommar 2022
- 27 juni – Ronja Stanley, musiker, komiker & aktivist – om att få sin adhd-diagnos som vuxen
- 28 juni – Rasmus Schüller, fotbollsproffs – om den historiska Danmark-Finland EM-matchen
- 29 juni – Erja Yläjärvi, chefredaktör för Hbl – om att bli så rädd att man nästan glömmer leva
- 30 juni – Daniel Ventus, psykolog & sexforskare – om sex, skam och snabb utlösning
- 1 juli – Peppe Öhman & Magnus Silfvenius Öhman, medieprofiler i LA – om att slå sig fri både från ekonomisk ångest och Svenskfinland
- 4 juli – Alexandra "Lxandra" Lehti, artist – om den emotionella misshandeln som skuggade den internationella karriären
- 5 juli – Ilmari Käihkö, krigsforskare & docent – om att följa med kriget i Ukraina som expert
- 6 juli – Ida Zetterström, racingstjärna – om adrenalinruschen i att köra världens snabbaste fordon
- 7 juli – Nicke Lignell, skådespelare & pappa – om att vara en närvarande pappa
- 8 juli – Tuuli Heinonen, skådespelare – partyprinsessan som blev trädgårdsmästare
- 11 juli – Paul Uotila, musiker & artist – om att delta i reality-tv och bli utfryst och ensam
- 12 juli – Monika Fagerholm, författare – om tystnadskulturen i Svenskfinland
- 13 juli – Marcus Rosenlund, vetenskapsredaktör – om att vara en vetenskaplig skeptiker
- 14 juli – Liselott Lindström, Afrikakorrespondent – om att bevaka 54 länder på en gång
- 15 juli – Markus Mustelin & Jolle Blässar, roddare & äventyrare – om att ro över Atlanten på 41 dagar
- 18 juli – Mikaela Ingberg, fd spjutkastare – om vad som krävs av en elitidrottare
- 19 juli – Mats Bergman, propagandaforskare – om propaganda och hur vem som helst kan sprida det
- 20 juli – Ulrika Biström, hundbehaviorist – om hundskolning och att låta hunden vara hund
- 21 juli – Mecki Andersson, verksamhetsledare för After Eight – om att jobba med att lyfta nedtryckta ungdomar
- 22 juli – Mary Kuusisto, odlare, författare & konstnär – om att odla tropiska frukter i Finland
- 25 juli – Dimitri Qvintus, ordförande för FSD – om livet bakom kulisserna i den finska politiken
- 26 juli – Sandra Holmgård, mamma – om att mista sitt barn
- 27 juli – Kent Wisti, präst & satiriker – om fattiggubbar, trösteänglar och erotik i kyrkorum
- 28 juli – Elli Flén, kommunikatör & fd fredsbevarare – om kampen att rädda sin afghanska vän
- 29 juli – Torbjörn Kevin, fd chefredaktör & dialektentusiast – om fula och vackra dialekter
- 1 augusti – Dennis Nylund, skådespelare – om att våga följa sin intuition
- 2 augusti – Anita Westerholm, ordförande för Svenska kvinnoförbundet – om att bana väg in i politiken som ung kvinna
- 3 augusti – Claus Stolpe, statsvetare, USA-forskare – om intresset för amerikansk kultur och politik
- 4 augusti – Eva-Lott Björklund, lyssarnas sommarpratare & veterankörledare – om musik som terapi för krigsveteraner
- 5 augusti – Saliven Gustavsson, översättare & verbalproletär – om östnyländsk galghumor som terapi
- 8 augusti – Carina Karlsson, poet & häxprocesskännare – om de åländska kvinnorna som brändes på bål
- 9 augusti – Jan Mosander, journalist – om att vara ombord på Costa Concordia när fartyget sjönk
- 10 augusti – Gunvor Sarelin-Sjöblom, konstnär & mobbningsoffer – om att bli mobbad på jobbet
- 11 augusti – Ville Niinistö, EU-parlamentariker – om ofrivillig barnlöshet
- 12 augusti – Julia Korkman, rättspsykolog & minnesforskare – om hur opålitligt vårt minne är

## Sommar 2023
- 26 juni – Sebastian Strandvall, fotbollsproffs – om fotbollsspelares ställning på arbetsmarknaden, bakom den glammiga fasaden
- 27 juni – Catariina Salo, journalist & aktivist – om hur Pingstvännernas syn på homosexualitet skadade henne
- 28 juni – Tom Pakkanen, seriemördarexpert – om seriemördare, true crime och vår fascination för ondska
- 29 juni – Leena Nikkari-Östman, medberoende & Lyssnarnas sommarpratare – om mammas och systers alkoholism
- 30 juni – Alfred Backa, komiker – om att under pandemin förlora lusten att arbeta och sedan målmedvetet ta sig tillbaka
- 3 juli – Nabaz Baki, realitystjärna & spelberoende – om att gå från mobbningsoffer och spelberoende till stolt realitystjärna
- 4 juli – Siri & Johan Fagerudd, skådespelare & nepofamilj – om att välja samma väg som sin förälder och lite om nepobaby-debatten
- 5 juli – Kasper Björkqvist, ishockeyproffs – om ångesten över att en skada kan krossa karriären som ishockeyproffs
- 6 juli – Anders Adlercreutz, riksdagsledamot – om internationella kollisioner
- 7 juli – Anna Rimpelä, komiker & skådespelare – om humorns kraft, komikerns makt och döden
- 10 juli – Jessica Wiklund, båtbyggare & transperson – om att gå från man till kvinna i en konservativ liten by i Österbotten
- 11 juli – Tomas Luoto, nykter narkoman – om vägen in och ut ur missbruk
- 12 juli – Henrika Backlund, ex-militär & FSI:s generalsekreterare – om kvinnohat i försvaret och bästa broder-nätverken
- 13 juli – Janne Raninen, dömd mördare & företagare – om hur utanförskap kan få förödande följder
- 14 juli – Louise Agnesdotter, f.d. rörmokare, bibliotekarie – om hur svårt det är att få jobb utan perfekt finska
- 17 juli – Tara Junker, matinfluencer & kokboksförfattare – om matglädje och att inspirera folk att äta mera grönsaker
- 18 juli – Kalle Silfverberg, Hbl:s nya chefredaktör – om att växa upp på två språk, samt finsk och finlandssvensk arbetskultur
- 19 juli – Tiina Lindfors, dansare & koreograf – om att ducka fördomar som en av de första öppet homosexuella i Finland
- 20 juli – Emil Lindholm, rallyvärldsmästare – om en rallyförares vardag och vikten av mental träning
- 21 juli – Heléne Nyberg, sångerska – om att lära sig att leva med panikångest
- 24 juli – Jasmine Kelekay, rasismforskare – om rasism och varför den måste utrotas
- 25 juli – Peter Strang, cancerläkare & professor – om den goda döden
- 26 juli – Johanna Parikka Altenstedt, vargaktivist & jurist – om att försvara vargar och sverigefinnar
- 27 juli – Markus Nykänen, tenor & timmerman – om den långa vägen från timmerman till tenor
- 28 juli – Suss Åhman, sexualterapeut – om att få ett bättre sexliv genom kommunikation
- 31 juli – Martin Norrgård, ex-vallare & stadsdirektör – skillnader mellan svensk och finsk arbetskultur och att gå från vallare till stadsdirektör
- 1 augusti – Kira-Emmi Pohtokari, teaterchef & skådespelare – om traditioner att kvinnor ska lida, få endometrios diagnosticerad, och teatern
- 2 augusti – Hanna Jensen, journalist & alzheimeranhörig – om att vara anhörigvårdare för två minnessjuka föräldrar och egna gränser
- 3 augusti – Alexandr Foy, aktivist & politisk flykting – om att komma till Finland från Putins Ryssland och hjälpa ukrainska flyktingar
- 4 augusti – Cim Dahlle, rockmusiker & poet – om att göra internationell karriär från lilla Åland och om punken som livsstil
- 7 augusti – Ulrika Rehnström Loi, barnmorska – om aborter och om att jobba som barnmorska i Mellanöstern
- 8 augusti – Anders Brandt, klimataktivist & cancerforskare – om klimatkrisen som också påverkar Finland
- 9 augusti – Anna Caldèn, politiker – om att leva med en funktionsvariation och ständigt välja (bort) sina strider
- 10 augusti – Frank Johansson, Amnestys verksamhetsledare – om barndomens Afrika dit han aldrig återvänder och om mänskliga rättigheter
- 11 augusti – Matilda Gyllenberg, författare & journalist – om barnen som inte klarar av att gå i skola

## Sommar 2024
- 24 juni – Jakob Norrgård, artist, KAJ-medlem – om att gå all in i den kreativa processen och göra samma misstag om och om igen.
- 25 juni – Malena Holmström, relationsanarkist, innehållsproducent – om normer kring romantiska relationer i allmänhet, men om icke-monogama i synnerhet, om regler, oro och kommunikation.
- 26 juni – Larrie Griffis, kulturarbetare – om det växande judehatet.
- 27 juni – Ronja Roms, fastighetsinvesterare – om att investera i fastigheter och ta sikte på att bli miljonär samt om en mammaroll i förändring och att våga byta spår i livet.
- 28 juni – Thobias Thorwid, cheerleader, mediepersonlighet – om hur han blev sin egen cheerleader.
- 1 juli – Ilon Adlercreutz, artist, låtskrivare – om att vara blyg, men ändå välja ett liv i rampljuset.
- 2 juli – Ralf Sirén, soldat i Ukraina – om erfarenheterna som soldat i Ukraina.
- 3 juli – Linda Mannila, AI-professor – om människans roll i utvecklandet av artificiell intelligens.
- 4 juli – Ville Hupa, journalist, USA-expert – om att se ett älskat land förändras under Trump.
- 5 juli – Tomas Knuts, lyssnarnas sommarpratare – om fotbollsgemenskap, att leka fotbollsproffs trots att man spelar i fotbollsseriens lägsta division.
- 8 juli – Anna Härmälä, serietecknare – om att göra humor av det som gör ont.
- 9 juli – Julian Owusu, danskonstnär, hiphopforskare – om hur dansen ger honom insikter både om sig själv och omvärlden.
- 10 juli – Baba Lybeck, journalist, programledare – om när en nära anhörig vägrar ta emot hälsovård.
- 11 juli – Adelina Engman, fotbollsspelare – om de små, avgörande ögonblicken i proffsfotboll.
- 12 juli – Herman Hagnäs, dansbandsstjärna – om att vara född till danbandsstjärna och det hårda jobb det för med sig.
- 15 juli – Nilla Kjellsdotter, deckarförfattare – om långtradarresan från den österbottniska myllan till de nordiska litteraturscenerna.
- 16 juli – Linda Tigerstedt, näringsrådgivare – om tarmproblem och vad vi kan göra åt det.
- 17 juli – Sebastian Mellblom, entreprenör – om att vara ung entreprenör.
- 18 juli – Alva Thors, idrottare – om att inte passa in i landslaget i nordisk kombination.
- 19 juli – Jaan Siitonen, språkambassadör – om hur det han hatade mest blev hans stora passion i livet: det svenska språket.
- 22 juli – Maria Normann, kriminolog – om gängkriminaliteten och om vad den beror på.
- 23 juli – Janne Wass, journalist, Topeliuspristagare 2024 – om solidaritet och varför det behövs mer än någonsin.
- 24 juli – Linda Larsen, trebarnsmamma, terapeut – om cancer och klimakteriet i 35-årsåldern.
- 25 juli – Maria Österåker, ekonomie doktor – om att nöja sig, att inte sträva efter mer hela tiden.
- 26 juli – Rickard Eklund, poet, musiker – om att göra sig förstådd med eller utan sin dialekt.
- 29 juli – Sirpa Kähkönen, Finlandiaprisvinnare, författare – om vägen från fattigdom till hyllad författare.
- 30 juli – Ahmed Hassan, företagare – om den icke-inkluderande finländska arbetsmarknaden.
- 31 juli – Göran ”Jösse” Wennqvist, polis – om att utreda landets största brottshändelser.
- 1 augusti – Annika Sandlund, chef för UNHCR – om att bygga broar i en värld som vill bygga stängsel och murar.
- 2 augusti – Erik Enge, skådespelare – om det magiska när karaktärer får ett eget liv, om livet bakom kulisserna på de stora nordiska filmproduktionerna.
- 5 augusti – Oscar Lehtinen, krisarbetare – om att gå från våldsam och stökig tonåring till krisarbetare för unga. Om att prata om det svåra istället för att ta till knytnävarna.
- 6 augusti – Lina Bonde, doktorand, poet – om sopberget som försvann och vad det fick för konsekvenser för henne.
- 7 augusti – Niko Herlin, futurist – om vår vardag i framtiden; hemma och på jobbet.
- 8 augusti – Tyra Wingren, skådespelare, modell – om mommo som påverkat henne.
- 9 augusti – Thomas Lundin, sångare, skådespelare, skribent – om olika gränser: mellan människor, känslor, åsikter, liv och död.

## Sommar 2025
- 23 juni – Molly Rosenström, artist, mamma – om hur moderskapet gjorde att hon äntligen landade i sig själv.
- 24 juni – Anders Karls, scenograf – om att i fyra års tid bli utsatt för stalkning och hur det påverkat honom.
- 25 juni – Kira Shkarun, studerande – om att lämna ett krig och börja om i Finland.
- 26 juni – Linus Nyman, doktor i informationsbehandling, nörd – om spännande episoder ur teknologihistorien och hur du skyddar dig mot skurkar på nätet.
- 27 juni – Lotta Backlund(fi), kommunikationschef – om hur vi behöver mer humor i (arbets)livet.
- 30 juni – Maria Ohisalo, EU-parlamentariker, fattigdomsforskare – om att växa upp under depressionen på 90-talet och om läget i Finland i dag.
- 1 juli – Magnus Londen, journalist, företagare – om att ge allt för att hjälpa Ukraina.
- 2 juli – Emma Storbacka, vd, Avaus – om AI och framtidens ledarskap.
- 3 juli – Stina Stoor och Peter Ericson, författare respektive ambassadör – om att vara ett omaka par som balanserar livet i palats med längtan ut i skogen.
- 4 juli – Kasper Strömman(fi), grafiker – om tystnadskulturen i både den egna familjen och i samhället i stort.
- 7 juli – Daniela Owusu(fi), Finlands lucia 2024 – om luciatiden och hatstormen.
- 8 juli – Håkan Agnevall, vd, Wärtsilä – om att utveckla framtidens ledare och skapa en genuin företagskultur.
- 9 juli – Johanna Aatsalo(fi), journalist, chefredaktör – om att avslöja en dopningshärva och förlora sin karriär.
- 10 juli – Benjamin Helander, handbollsproffs – om den tuffa tiden i de högre klasserna och vikten av rätt miljö för att kunna prestera på handbollsplanen.
- 11 juli – 1G3B, dialektrockare – om att vara föregångare inom dialektmusiken och om dyngan och vansinnets roll i skapandet.
- 14 juli – Antonia Atarah, skådespelare – om att passa in med adhd, för högljudd, energisk och brun.
- 15 juli – Riko Eklundh, skådespelare – om tiden i New York och ett övergrepp som gör sig påmint efter 30 år.
- 16 juli – Mirjam Kalland, professor – om livssmärta som en naturlig del av livet.
- 17 juli – Mattias Björkas, musiker i Vasas flora och fauna – om hur känslan av avsmak styr hans liv och skapande.
- 18 juli – Stefan Randström, dokumentarist – om kärlek som motkraft till ondskan.
- 21 juli – Annika Damström, journalist – om att vara perfektionist mot sin egen vilja.
- 22 juli – Robert Åsbacka, författare – om förhållandet mellan opublicerade böcker och avslutade kärleksrelationer.
- 23 juli – Camilla Roos, manusförfattare och dokumentärfilmare – om att växa upp i fosterfamiljer och som vuxen hjälpa utsatta barn på flykt.
- 24 juli – Tomi Puikkonen, entreprenör – om mäns psykiska hälsa och vikten av att mötas och prata.
- 25 juli – Johanna Harlin, skådespelare, pedagog – om att sätta gränser för privatlivet och det viktiga i att våga drömma stort.
- 28 juli – Jukka Kero, kriminalkommissarie – om skolvåldet som blir allt farligare.
- 29 juli – Sandra Grindgärds, fredsarbetare – om kvinnor som fredsmäklare.
- 30 juli – Ronnie Grandell, psykolog – om konsten att vara snäll med sig själv.
- 31 juli – Reijo Linnola, lyssnarnas sommarpratare, bergsklättrare – om en bergsklättrares farliga och fascinerande äventyr och framför allt om säkerheten.
- 1 augusti – Ellen Rajala, kläddesigner, modeskapare – om den oglamorösa modebranschen.
- 4 augusti – Isabella Mäenpää, friskvårdscoach – om kvinnohälsa på arbetsplatsen.
- 5 augusti – Patrik Hagman, teolog – om kyrkans uppsving och vad vi kan lära oss av Jesus när vi försöker rädda världen.
- 6 augusti – Anna Järvinen, musiker, författare – om tidsbrist, mildhet och relationen till en demenssjuk mamma.
- 7 augusti – Ulrika Hansson, författare – om arbetslösheten i Sverige och kärleken till Österbotten.
- 8 augusti – Isak Nyqvist, personlig tränare – om jakten på en fast röv och den ständiga balansgången mellan att spänna och slappa.